# Paragona biangulata
Paragona biangulata là một loài bướm đêm trong họ Erebidae.